# Citadel van Furg
De Citadel van Furg of Arg-e Furg, is een citadel uit de 12e eeuw in Iran. De citadel ligt in Zuid-Khorasan, in de buurt van Birjand. De citadel werd gebouwd door Meerza Muhammad Rafiee Darmiany I (Lama).